# Твистроника

Муаровый узор на атомном масштабе создается путем наложения двух повёрнутых относительно друг друга двух листов графена, формируя гексагональную решетку с большим периодом.

Твистроника (от англ. twist “скручивать, скручивание, поворот" и англ. electronics "электроника") — раздел физики твёрдого тела, в котором исследуется вопрос влияния угла поворота (скручивания) между слоями двумерных материалов на их физические свойства. Экспериментально и теоретически было показано, что такие материалы, как двухслойный графен, имеют совершенно разное электронное поведение, в диапазоне от непроводящего до сверхпроводящего, зависящее от угла разориентации между слоями. Термин впервые появился в работах исследовательской группы Эфтимиоса Каксираса из Гарвардского университета при теоретическом рассмотрении сверхрешёток графена.

## История
В 2007 году физик из Национального университета Сингапура Антонио Кастро Нето выдвинул гипотезу о том, что прижатие двух смещённых друг относительно друга листов графена может привести к возникновению новых электрических свойств, и отдельно предположил, что графен может открыть путь к сверхпроводимости, но не рассмотрел эти две идеи совместно. В 2010 году исследователи из Технического университета имени Федерико Санта-Мария в Чили обнаружили, что при определённом угле, близком к 1 градусу, вместо линейного закона дисперсии для электронной структуры скрученного двухслойного графена возникает состояние с нулевой скоростью Ферми, то есть зона становится полностью плоской. Исходя из этого, они предположили, что в системе могут возникать коллективные эффекты. В 2011 году Аллан Макдональд и Рафи Бистрицер, используя простую теоретическую модель, обнаружили, что для ранее найденного «магического угла» количество энергии, которое потребуется свободному электрону для туннелирования между двумя листами графена, радикально меняется. В 2017 году исследовательская группа Эфтимиоса Каксираса из Гарвардского университета использовала подробные квантово-механические расчёты, чтобы уточнить значение угла поворота между двумя слоями графена, который может вызвать необычное поведение электронов в этой двумерной системе. В 2018 году группа Пабло Харильо-Эрреро, профессора Массачусетского технологического института, обнаружила, что магический угол привёл к необычным электрическим свойствам, предсказанным учеными из Техасского университета в Остине. При вращении на 1,1 градуса при достаточно низких температурах электроны переходят из одного слоя в другой, создавая решётку, и демонстрируют сверхпроводимость.
Публикация этих открытий привела к появлению множества теоретических работ, направленных на понимание и объяснение этого явления, а также к многочисленным экспериментам с использованием разного количества слоёв, углов поворота слоёв относительно друг друга и различных материалов.

## Характеристики

Анимация для муарова узора. Здесь показаны две наложенных друг на друга решётки, одна из которых поворачивается в общей сложности на 90 градусов. Изменение угла поворота меняется периодичность.

### Сверхпроводник и изолятор
Теоретические предсказания сверхпроводимости были подтверждены группой Пабло Харильо-Эрреро из Массачусетского технологического института и коллегами из Гарвардского университета и Национального института материаловедения в Цукубе (Япония). В 2018 году они подтвердили, что сверхпроводимость существует в двухслойном графене, где один слой повернут на угол 1,1° относительно другого, образуя муаровый узор, при температуре 1,7 К. В магнитном поле сверхпроводящее состояние при некоторых концентрациях переходило в диэлектрическое.
Ещё одним достижением в твистронике является открытие метода включения и выключения сверхпроводящих путей с помощью небольшого перепада напряжения.

### Гетероструктуры
Также были проведены эксперименты с использованием комбинаций слоёв графена с другими материалами, которые образуют гетероструктуры в виде атомарно тонких листов, удерживаемых вместе слабой силой Ван-дер-Ваальса. Например, исследование, опубликованное в журнале Science в июле 2019 года, показало, что с добавлением решётки нитрида бора между двумя листами графена, под углом 1,17° возникали уникальные орбитальные ферромагнитные эффекты, которые можно было использовать для реализации памяти в квантовых компьютерах. Дальнейшие спектроскопические исследования скрученного под магическим углом двухслойного графена показали сильные электрон-электронные корреляции.

### Электронные лужи
Исследователи из Северо-Восточного университета в Бостоне обнаружили, что при определённой степени поворота между двумя двумерными элементарными слоями селенида и дихалькогенида висмута возникает слой, состоящий только из электронов. Квантовые и физические эффекты выравнивания между двумя слоями, по-видимому, создают области с «лужами», которые захватывают электроны в стабильную решётку. Поскольку эта стабильная решётка состоит только из электронов, то это первая наблюдаемая неатомная решётка, которая предлагает новые возможности для контроля, измерения и изучения транспорта электронов.

### Ферромагнетизм
Было показано, что трёхслойная конструкция, состоящая из двух слоёв графена с двумерным слоем нитрида бора, обладает сверхпроводящей, диэлектричеcкой и ферромагнитной фазами.

## Твистроника для фотонов
Идеи твистроники в последние годы находят всё более широкое применение для управления распространением света в системах нанофотоники. Ряд работ непосредственно вдохновлён исследованиями электронных свойств слоистых структур и по аналогии рассматривает оптические свойства систем из повёрнутых друг относительно друга двумерных материалов. Муаровые сверхрешётки могут использоваться, например, в качестве фотонного кристалла для плазмон-поляритонов в графене, для управления свойствами экситонов в системах на основе полупроводниковых материалов (двумерных дихалькогенидов переходных металлов), для управления дисперсией поверхностных поляритонов, что позволяет достигать при некотором «магическом» угле режима каналирования электромагнитных волн, для реализации лазерной генерации в фотонной граферноподобной структуре. К твистронике также примыкает изучение уложенных друг на друга и повёрнутых на некоторый угол метаповерхностей для реализации хирального или бианизотропного отклика.